# Bentonit
Bentonit je hornina vznikající zvětráváním mateční horniny z čediče (třetihorní hornina). Je charakteristická vysokým obsahem jílových minerálů.
Jedná se o reziduální a nepřemístěnou jílovitou horninu, která má velmi dobrou sorpční schopnost, tj. vysokou schopnost výměny kationtů. Je to tvárná hornina. Její typickou vlastností je, že při styku s vodou silně bobtná (přijímá až osminásobek vody k vlastnímu objemu). Chemické i minerální složení horniny je velmi proměnlivé v závislosti na podmínkách vzniku ložiska. Její nejvýznamnější součástí je montmorillonit: tvoří 60 až 80 procent. Světové zásoby bentonitu jsou odhadovány na více než 1 400 milionů tun a předpokládá se s objev dalších lokalit.

## Historie
Označení bentonit jako první použil Wilbur C. Knight v roce 1887. Horninu pojmenoval podle města Fort Benton v americkém státě Montana, kde bylo v roce 1881 objeveno jedno z prvních ložisek. Od té doby přicházely informace o objevech nových ložisek z různých částí USA i z Evropy.

### Historie v ČR
První ložisko v Čechách bylo nalezeno u obce Braňany u Mostu v roce 1941. Následovala těžba a výstavba úpravny bentonitu v nedalekých Libkovicích v roce 1953. Dnes už obec neexistuje: byla likvidována v letech 1990 až 1993 v důsledku postupu těžby hnědého uhlí ve státním podniku Doly Hlubina; fungovala do roku 1969, kdy ji nahradil provoz Obrnice. Druhým nalezeným ložiskem byl Černý vrch, kde se těží dodnes (2020). Další významnou těžební lokalitou je ložisko Rokle u Kadaně.

## Vznik a vlastnosti
Bentonit vzniká mechanickým a chemickým zvětráváním v alkalickém prostředí. Kromě montmorillonitu obsahuje i kaolinit, illit, beidellit, nontronit. Dalšími minerály mohou být křemen, slída, živec, pyrit nebo kalcit.
Bentonity vznikají rozpadem vulkanického skla a popela v alkalickém, nejčastěji mořském nebo jezerním prostředí za vzniku smektitových minerálů. Pokud rozpad pokračuje, dochází i ke vzniku illitu (K-bentonity). Často se nacházejí v relativně tenkých vrstvách, které však mohou mít obrovský plošný rozsah. Tím se stávají vhodnou horninou pro stratigrafickou korelaci. Jsou často doprovázeny jílovitými břidlicemi nebo uhlím.

## Dělení
Existují 2 typy bentonitů:
- silně bobtnavé – sodný bentonit (wyomingský typ); pouze ložiska v USA,
- méně bobtnavé – obsahují převážně draslík, vápník a hořčík. Obohacují se průmyslově sodíkem k aktivaci bobtnací schopnosti. Ani po této úpravě však nedosahují kvality silně bobtnavých bentonitů.

## Využití

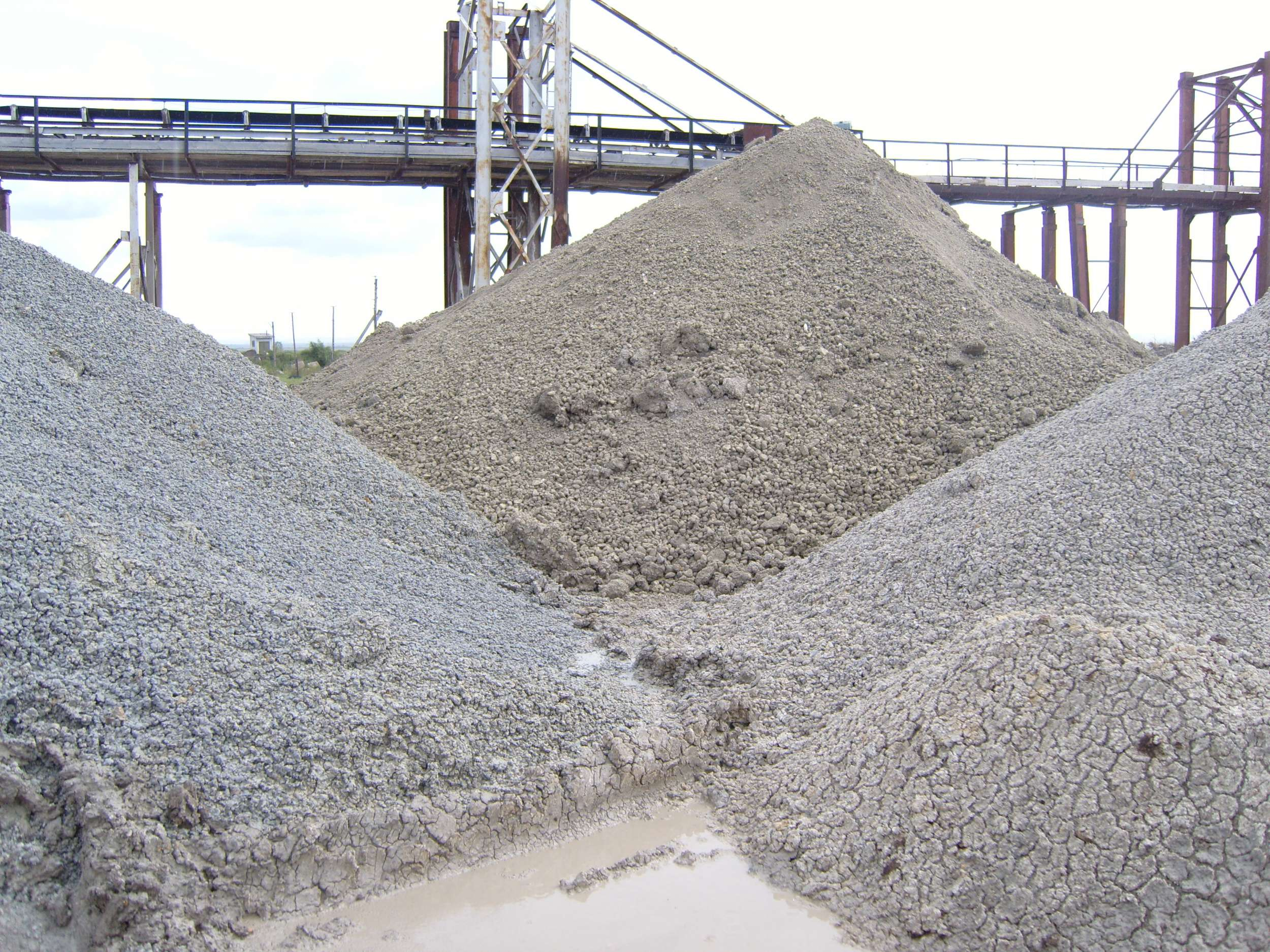
Úložiště bentonitu

První použití našel bentonit ve Velké Británii, kde se nejprve využíval k odbarvování jedlých tuků a olejů. Pro své zajímavé technické vlastnosti a bělost má bentonit široké technické využití. Používá se jako bělicí látka v ropném, textilním a potravinářském průmyslu, jako plnidlo a pojivo v chemickém a gumárenském průmyslu, jako součást výplachu při hlubinném vrtání, jako těsnicí látka při zakládání skládek komunálního a nebezpečného odpadu a k mnoha dalším účelům. Těží se povrchově.
Využívá se ve slévárenství, keramickém, stavebním, chemickém i potravinářském průmyslu, čištění odpadních vod, jako těsnicí vrstva při stavbě rybníků:
- Domácí chovatelství – podestýlky pro domácí zvířata, tzv. „kočkolit“ (váže vlhkost z exkrementů a zápach)
- Čištění odpadních vod – sorbent ropných nečistot a těžkých kovů.
- Slévárenství – základní pojivo pro formovací směsi (největší odběratel bentonitů je právě slévárenský průmysl)
- Stavebnictví – převážně těsnicí využití (skládky, tunely, vodní díla – rybníky, přehrady); je také přísadou do vyráběných omítek
- Keramika – plastifikátor (zlepšení plastických vlastností materiálu)
- Nátěrové hmoty – zahušťovadlo (zahuštění nátěrových barev)
- Farmaceutika – plastifikátor při výrobě mastí, krémů, prášků a tablet
- Zemědělství – zúrodňovaní lehkých, příliš propustných písčitých půd
- Potravinářství – čištění, odbarvování a stabilizace rostlinných i živočišných tuků a olejů (kód přídatné látky E 558). Při rafinaci cukru může nahradit aktivní uhlí.[6]
- Výroba nápojů – čeření vín, moštů, při stabilizaci piva.

### Produkce
Největším světovým producentem jsou USA, odhadem cca 2 mil. tun ročně. Produkují nejkvalitnější bentonity s vysokým obsahem sodíku.
Česká produkce se pohybuje kolem 70 kt. Hlavním podnikem zabývajícím se těžbou bentonitu v ČR je KERAMOST, a.s.; k dalším patří LB MINERALS, s.r.o. a Sedlecký kaolin, a. s.

### Výskyt v Česku
Bentonit je doprovodnou surovinou při těžbě uhelných slojí nebo kaolinu.
- Lokality: Kadaňsko a Podbořansko, Táborsko, Mostecko, Karlovarsko, Hroznětínsko, v daleko menší míře jižní Morava (hlavně Ivančicko), Plzeňsko či Chebsko.